# Atalantycha
Atalantycha es un género de coleópteros polífagos de la familia Cantharidae, perteneciente a la subfamilia Cantharinae y a la tribu Cantharini. El género contiene tres especies.

## Especies
- Atalantycha bilineata (Say, 1823)
- Atalantycha dentigera (LeConte, 1851)
- Atalantycha neglecta (Fall, 1919)